# Seminterrato
Il seminterrato, chiamato anche cantina o scantinato, rappresenta un piano o più piani che sono interamente o parzialmente al di sotto del piano stradale in un edificio. In caso di piano stradale obliquo si considera il piano del pavimento del fabbricato. Il termine può essere usato sia come nome che come aggettivo nella lingua italiana.
In genere il seminterrato, sebbene si trovi al di sotto del manto stradale, può comunque essere dotato di finestre e quindi di fonti di illuminazione e di arieggiamento.
Essi sono tipicamente utilizzati come spazio in cui riporre oggetti vari, quindi come magazzino, ma anche per parcheggiare veicoli o installare apparecchi, accessori di servizio ed elettrodomestici come caldaie, sistemi di condizionamento e altro. Nelle case più grandi, si può allestire nel seminterrato un ambiente abitabile.

## Galleria d'immagini

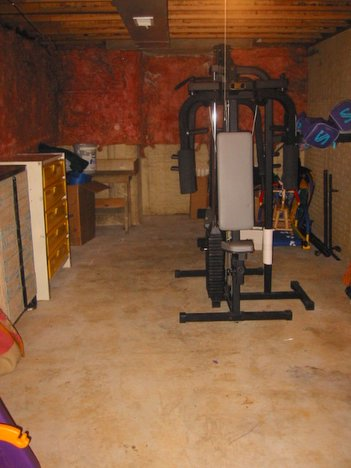
Un seminterrato al grezzo adibito a deposito ed esercizio
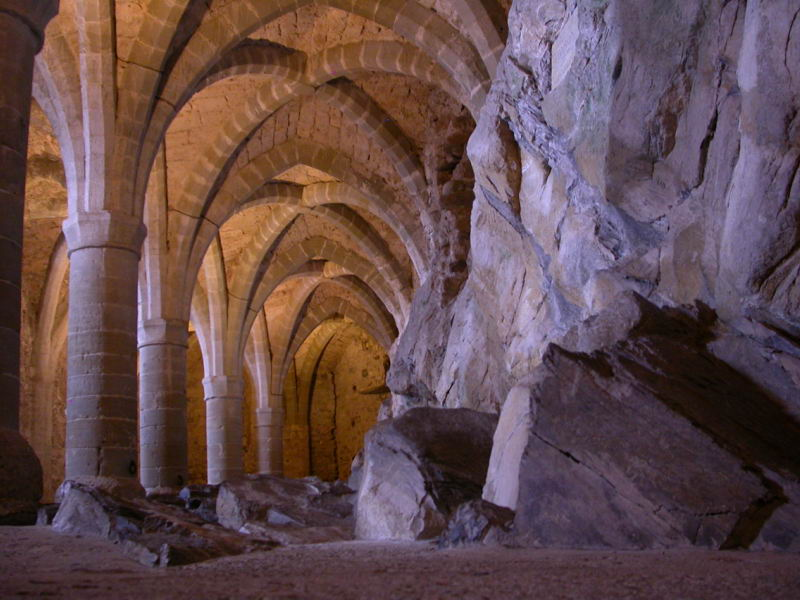
Seminterrato del castello di Chillon (Château de Chillon).
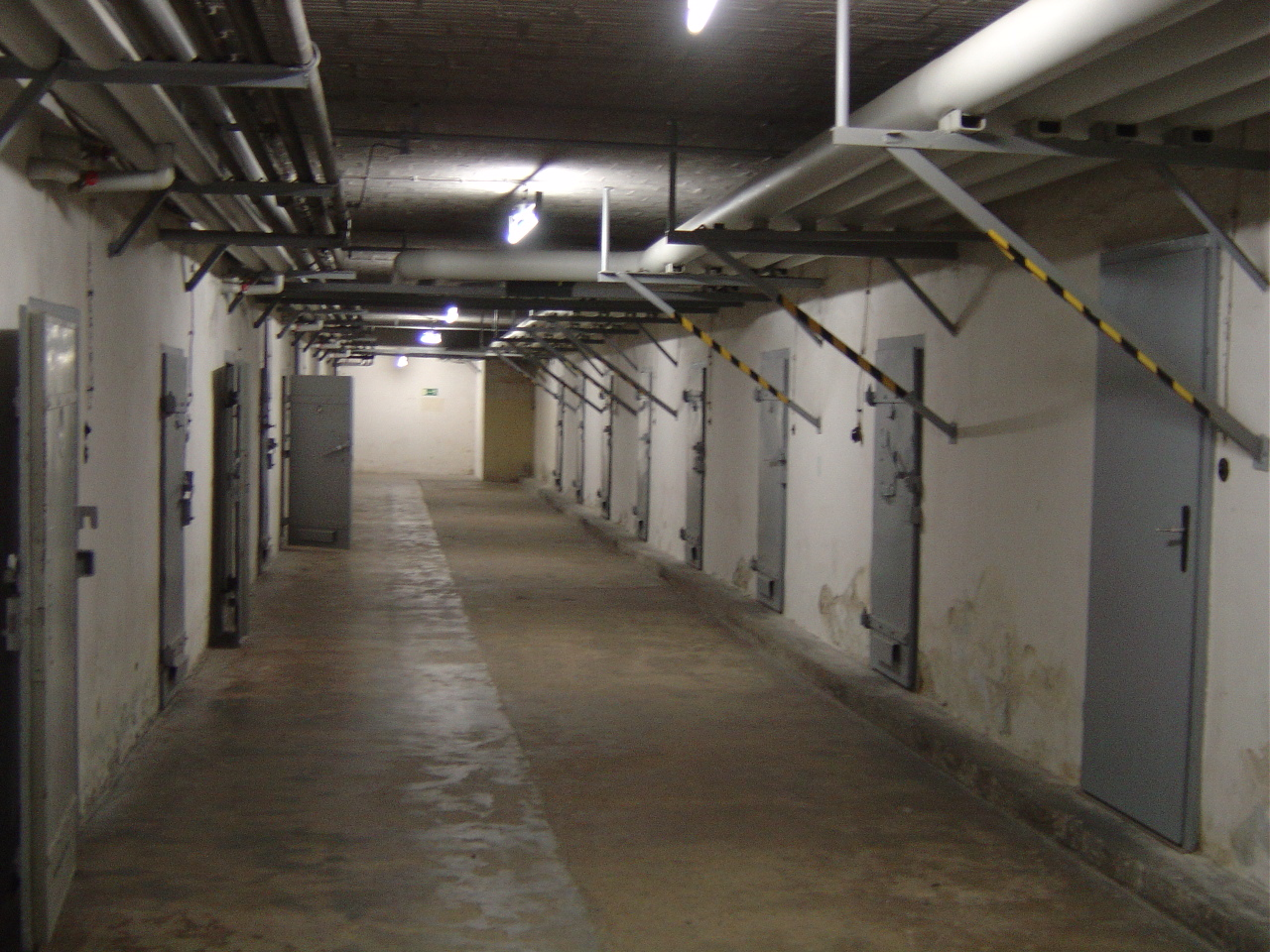
Un ex corridoio seminterrato della Stasi
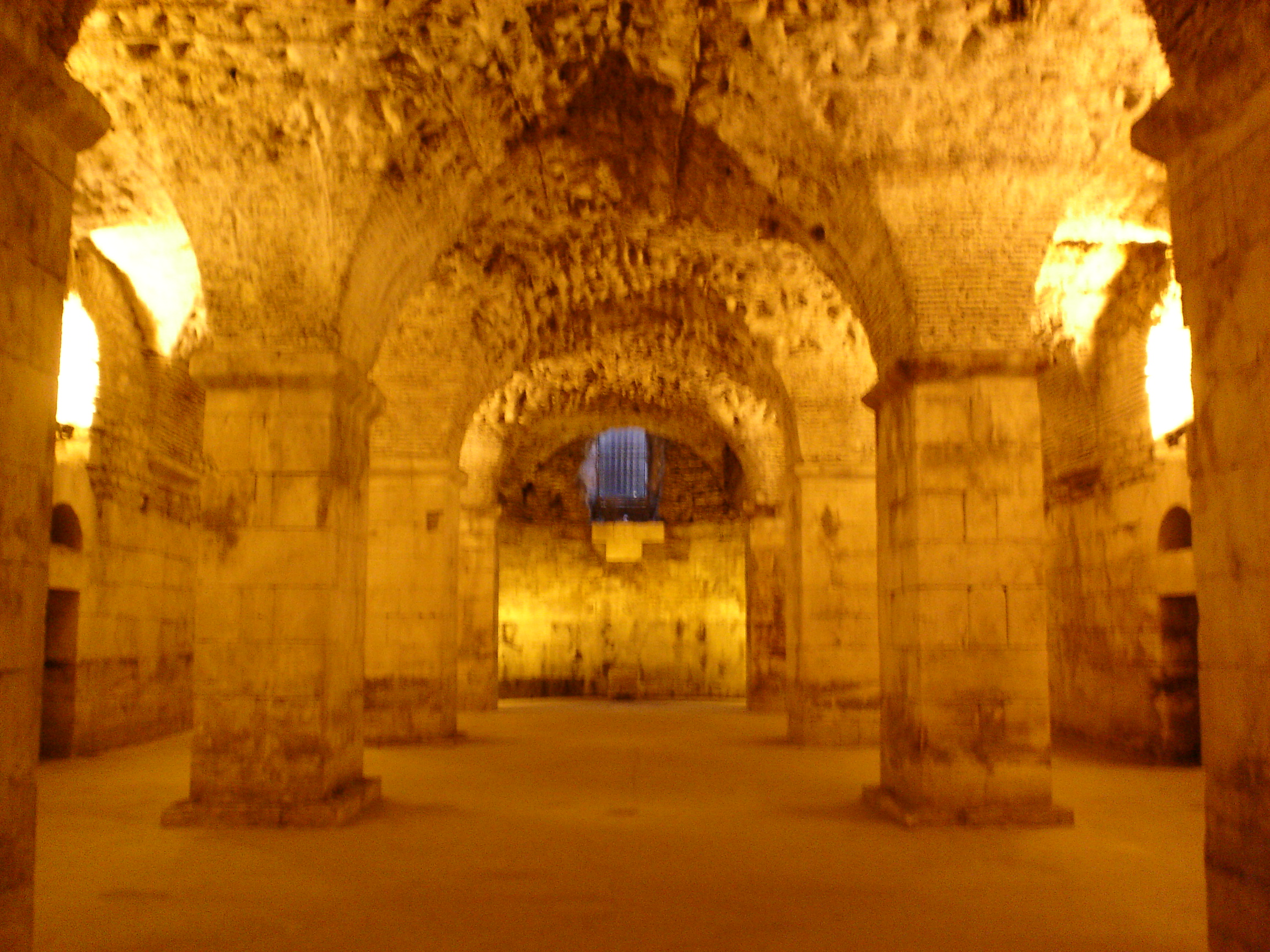
Sotterranei del Palazzo di Diocleziano
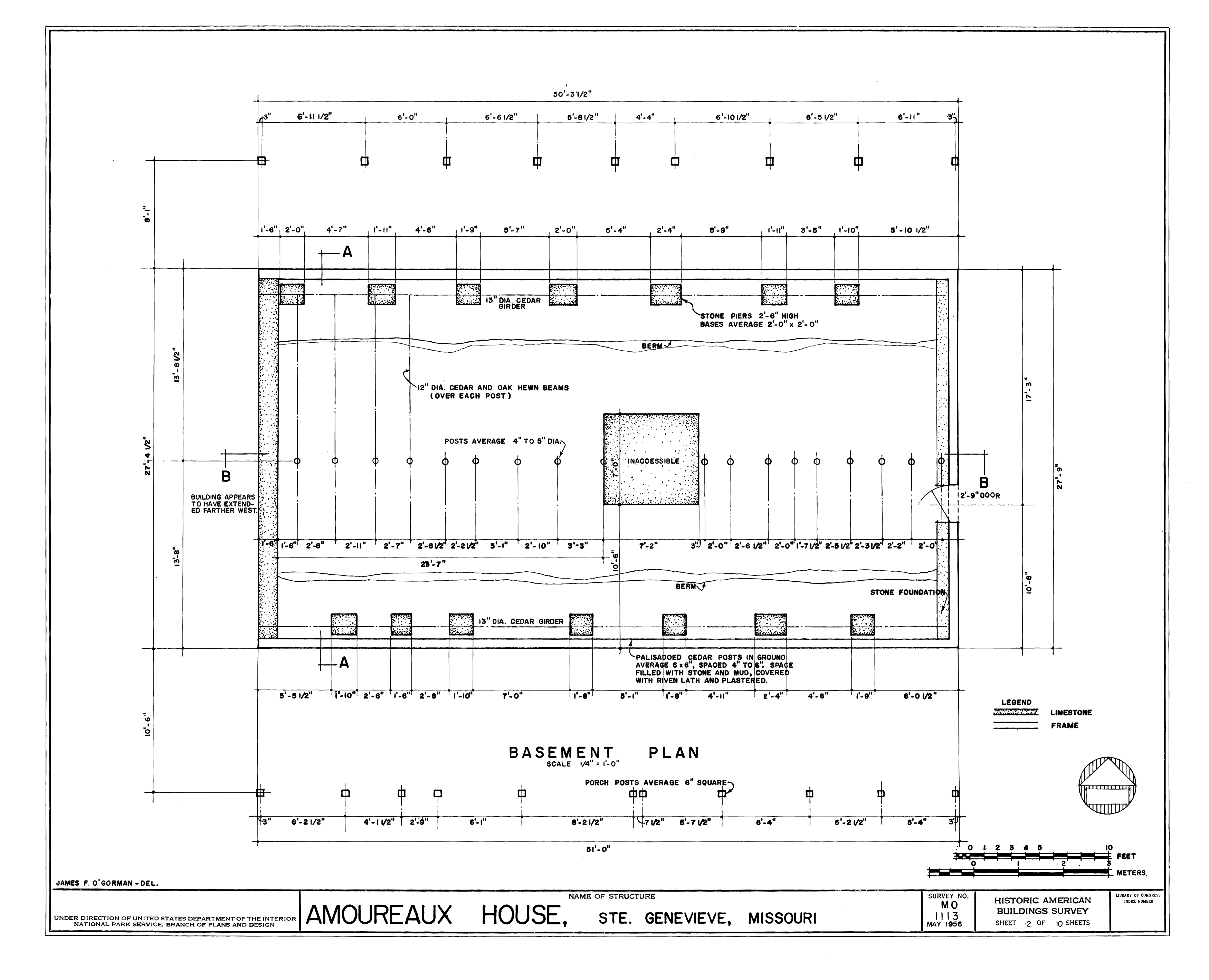
Disegno misurato che mostra la pianta del seminterrato e le fondamenta strutturali della Casa Amoureaux, Missouri
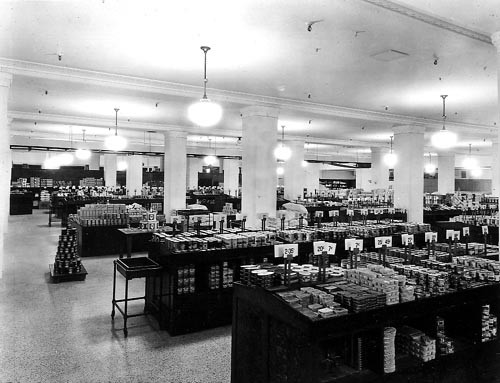
Dipartimento di alimentari nel seminterrato dell'azienda di T. Eaton, Canada
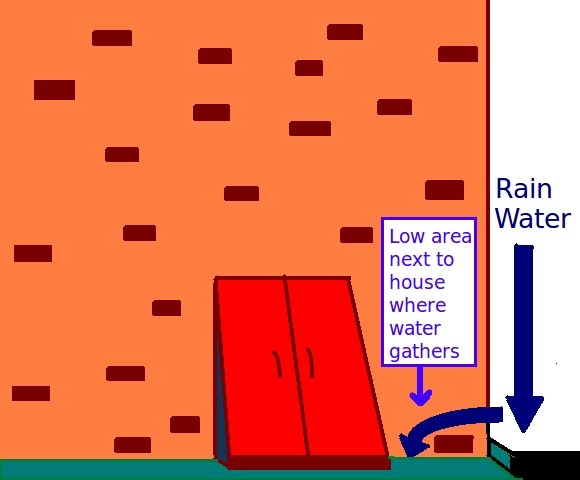
Schema di infiltrazione d'acqua in un seminterrato. L'acqua colpisce un vialetto, scorre nell'area tra le porte e il vialetto e filtra attraverso le crepe nei mattoni. La soluzione è di cementare i mattoni. Anche il silicone può essere usato per tenere fuori l'acqua. Aumentare la sezione del cortile è un'altra alternativa[3].
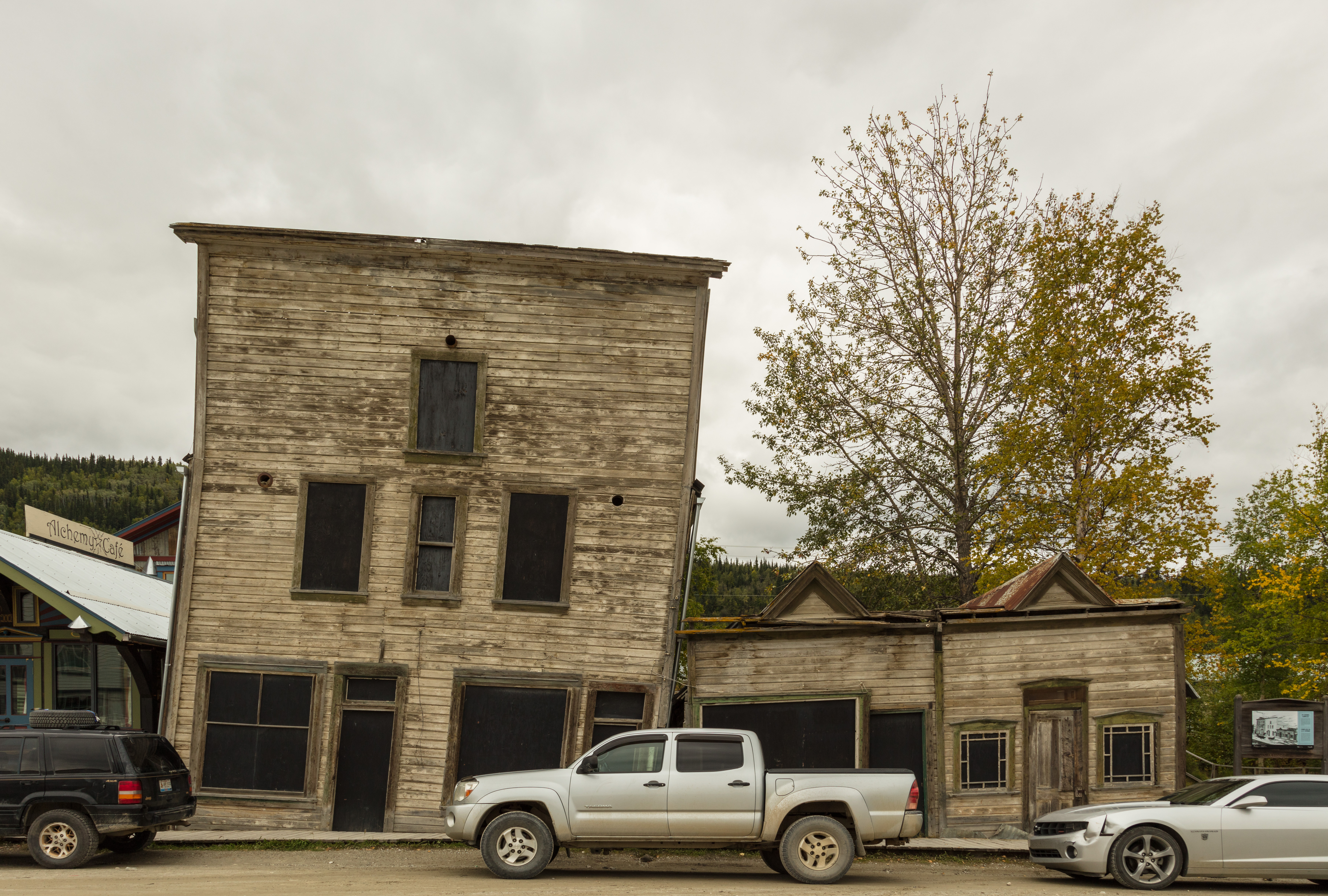
Esempio del risultato di case costruite all'inizio del 20º secolo a Dawson City (Yukon Territory) senza un seminterrato.